# Tavastland

Landskapets vapen

Finlands historiska landskap i olika blåa nyanser. Tavastland är det ljusblåa området i mitten av kartans södra halva.
Dagens landskapsförbund markeras med gula gränser.

Tavastland (finska: Häme; latin: Tavastia) är ett historiskt landskap i mellersta och södra Finland. Det historiska landskapets område motsvaras idag av landskapen Egentliga Tavastland, Päijänne-Tavastland, Birkaland (delvis) och Mellersta Finland.

## Historik
Tavastland var ett av Finlands medeltida slottslän. Det bildades runt Tavastehus slott, som enligt en ifrågasatt hypotes grundlades cirka 1250 av Birger jarl.
Den ursprungliga folkgruppen här kallades tavaster. Detta folk hade möjligen en koppling till samer; samernas egenbenämning sápmelaš är etymologiskt sett identiskt med det finska ordet hämäläinen ('tavastlänning').
Det svenska namnet Tavastland finns dokumenterat som Tafæistaland på runstenar från första delen av 1000-talet (Gs 13), och gav upphov till det latinska namnet Tavastia, vilket första gången dokumenterades år 1303.